# Дуб білий (ботанічна пам'ятка природи)
Дуб бі́лий — ботанічна пам'ятка природи місцевого значення в Україні. Об'єкт природно-заповідного фонду Одеської області. 
Розташована в місті Одеса, пров. Обсерваторний, 6. 
Площа — 0,02 га. Статус отриманий у 1993 році. Перебуває у віданні: комунальне підприємство «Міськзелентрест». 
Статус надано для збереження одного екземпляра екзотичного дерева — дуба білого (Quércus álba).